# 恩里克·莫西亞諾
恩里克·莫西亞諾（英語：Enrique Ricardo Murciano，1973年7月9日—）是美國的一名演員，他最著名的作品是在2002年至2009年出演CBS電視劇《失踪現場》中的Danny Taylor角色。莫西亞諾出生並成長在佛羅里達。

## 外部連結
- enrique-murciano.com
- 恩里克·莫西亞諾在互联网电影资料库（IMDb）上的資料（英文）